# Port lotniczy Al-Wadi
Port lotniczy Al-Wadi (IATA: ELU, ICAO: DAUO) – port lotniczy położony w Guemar, 20 kilometrów na północ od Al-Wadi w prowincji Al-Wadi, w Algierii.

## Linie lotnicze i połączenia
| Linia Lotnicza   | Kierunek                             |
| ---------------- | ------------------------------------ |
| Air Algerie      | 1. Algier 2. Paryż-Charles de Gaulle |
| Tassili Airlines | 1. Algier 2. Annaba                  |